# Рок-Ривер (Вайоминг)
Рок-Ривер (англ. Rock River) — город в округе Олбани (штат Вайоминг, США) с населением в 235 человек по статистическим данным переписи 2000 года.

## География
По данным Бюро переписи населения США, город Рок-Ривер имеет общую площадь в 5,96 квадратных километров, водных ресурсов в черте населённого пункта не имеется.
Город Рок-Ривер расположен на высоте 2102 метра над уровнем моря.

## Демография
По данным переписи населения 2000 года, в городе Рок-Ривер проживало 235 человек, 67 семей, насчитывалось 94 домашних хозяйств и 123 жилых дома. Средняя плотность населения составляла около 38,7 человек на один квадратный километр. Расовый состав города Рок-Ривер по данным переписи распределился следующим образом: 96,17 % белых, 3,40 % — коренных американцев, 0,43 % — азиатов.
Испаноговорящие составили 5,53 % от всех жителей города.
Из 94 домашних хозяйств в 29,8 % — воспитывали детей в возрасте до 18 лет, 61,7 % представляли собой совместно проживающие супружеские пары, в 5,3 % семей женщины проживали без мужей, 27,7 % не имели семей. 24,5 % от общего числа семей на момент переписи жили самостоятельно, при этом 12,8 % составили одинокие пожилые люди в возрасте 65 лет и старше. Средний размер домашнего хозяйства составил 2,50 человек, а средний размер семьи — 2,99 человек.
Население города по возрастному диапазону по данным переписи 2000 года распределилось следующим образом: 26,8 % — жители младше 18 лет, 5,1 % — между 18 и 24 годами, 26,4 % — от 25 до 44 лет, 26,0 % — от 45 до 64 лет и 15,7 % — в возрасте 65 лет и старше. Средний возраст жителей составил 41 год. На каждые 100 женщин в Рок-Ривер приходилось 117,6 мужчин, при этом на каждые сто женщин 18 лет и старше приходилось 104,8 мужчин также старше 18 лет.
Средний доход на одно домашнее хозяйство в городе составил 24 306 долларов США, а средний доход на одну семью — 31 250 долларов. При этом мужчины имели средний доход в 25 250 долларов США в год против 18 125 долларов среднегодового дохода у женщин. Доход на душу населения в городе составил 11 602 доллара в год. 14,1 % от всего числа семей в округе и 24,2 % от всей численности населения находилось на момент переписи населения за чертой бедности, при 39,5 % этом из них были моложе 18 лет и 26,3 % — в возрасте 65 лет и старше.